# 聯合國安全理事會伊朗相關決議列表
聯合國安全理事會有關伊朗的決議至今共有14項，其中3項決議與蘇聯軍事佔領伊朗帝國有關，其餘均為伊朗核問題相關的決議。
其中最新通過的決議為有關《聯合全面行動計畫》及解除制裁的聯合國安理會第2231號決議。

## 聯合國安全理事會決議
| 決議         | 通過日期       | 投票結果 | 內容                                                                  | 文件                              |
| ------------ | -------------- | -------- | --------------------------------------------------------------------- | --------------------------------- |
| 第2號決議    | 1946年1月30日  | 一致通過 | 鼓勵蘇聯與伊朗解決蘇軍佔領伊朗問題。                                  | S/RES/2 （页面存档备份，存于）    |
| 第3號決議    | 1946年4月4日   | 9：0：1  | 要求蘇聯盡快從伊朗撤軍。                                              | S/RES/3 （页面存档备份，存于）    |
| 第5號決議    | 1946年5月8日   | 10：0：1 | 將撤軍期限延至蘇聯、伊朗兩國協商之後。                                | S/RES/5 （页面存档备份，存于）    |
| 第1696號決議 | 2006年7月31日  | 14：1：0 | 要求伊朗停止鈾濃縮及後處理活動。 援引聯合國憲章，對伊朗具法律約束力。 | S/RES/1696                        |
| 第1737號決議 | 2006年12月23日 | 一致通過 | 制裁協助伊朗核武器項目的個人及實體。                                  | S/RES/1737                        |
| 第1747號決議 | 2007年3月24日  | 一致通過 | 加大武器禁運及資產凍結等制裁措施。                                    | S/RES/1747                        |
| 第1803號決議 | 2008年3月3日   | 14：0：1 | 加大資產凍結等制裁措施。                                              | S/RES/1803 （页面存档备份，存于） |
| 第1835號決議 | 2008年9月27日  | 一致通過 | 重申1696(2006)、1737(2006)、1747(2007)及1803(2008)號決議。            | S/RES/1835 （页面存档备份，存于） |
| 第1929號決議 | 2010年6月9日   | 12：2：1 | 對伊朗實施第四輪制裁。                                                | S/RES/1929 （页面存档备份，存于） |
| 第1984號決議 | 2011年6月9日   | 14：0：1 | 延長專家監察小組任務期限一年。                                        | S/RES/1984 （页面存档备份，存于） |
| 第2049號決議 | 2012年6月7日   | 一致通過 | 再次延長專家監察小組任務期限一年。                                    | S/RES/2049 （页面存档备份，存于） |
| 第2105號決議 | 2013年6月5日   | 一致通過 | 再次延長專家監察小組任務期限一年。                                    | S/RES/2105 （页面存档备份，存于） |
| 第2159號決議 | 2014年6月9日   | 一致通過 | 再次延長專家監察小組任務期限一年。                                    | S/RES/2159 （页面存档备份，存于） |
| 第2231號決議 | 2015年7月20日  | 一致通過 | 執行聯合全面行動計畫（伊朗核協議）， 並解除此前對伊朗的制裁。         | S/RES/2231 （页面存档备份，存于） |